# Ulucoccus gombakensis
Ulucoccus gombakensis är en insektsart som beskrevs av Takagi, Pong och Ghee 1990. Ulucoccus gombakensis ingår i släktet Ulucoccus och familjen pansarsköldlöss. Inga underarter finns listade i Catalogue of Life.